# Dick Fosbury
Richard Douglas „Dick“ Fosbury (6. března 1947 Portland, Oregon – 12. března 2023) byl americký atlet, olympijský vítěz ve skoku do výšky.
Na Letních olympijských hrách 1968 v Ciudad de México získal zlatou medaili, když na první pokus překonal laťku ve výšce 224 cm, čímž tehdy vytvořil nový olympijský rekord. Laťku překonal skokem zády napřed a s dopadem na ramena. Stylem později nazvaným Fosbury Flop. Tehdy Dick Fosbury velmi výrazně promluvil do historie své disciplíny. Flop je dnes nejpoužívanějším a nejdokonalejším způsobem překonávání laťky.